# Humo's Pop Poll
Humo's Pop Poll is een jaarlijkse opiniepeiling onder de lezers van het Vlaamse weekblad Humo over Vlaanderens beste, slechtste en ergerlijkste producties op het gebied van muziek, literatuur, film, media en politiek. Er zijn ook een aantal internationale rubrieken en er is ook een prijskamp aan verbonden. De resultaten van de peiling worden gepubliceerd in het weekblad. Tot 2012 werden de winnaars ook uitgenodigd voor een speciale show.

## Geschiedenis
De eerste door Humo georganiseerde Pop Poll vond plaats op 25 augustus 1967, op het festival Jazz Bilzen. Het aantal categorieën was toen nog beperkt. Pas vanaf 1971 werd het een jaarlijkse gewoonte. Omdat het blad toen nog veel linkser was dan heden het geval is, bestond in 1971 de Top 3 van "Man van het jaar" voornamelijk uit linkse rebelse boegbeelden: 1. John Lennon 2. Mao Zedong 3. Frank Zappa.
De vragen en uitslagen werden tot de eerste helft van de jaren negentig groots aangekondigd met eerst door Ever Meulen en later ook door Kamagurka, Herr Seele en Erik Meynen geïllustreerde covers. Sindsdien is deze traditie verdwenen.

## De Pop-Pollvragen
Elk jaar, in december, verschijnen in Humo de Pop-Pollvragen. De vaste categorieën zijn:
- Man van het jaar
- Vrouw van het jaar
- Lul van het jaar
- Film
- Acteur (internationaal)
- Actrice (internationaal)
- Acteur (nationaal)
- Actrice (nationaal)
- Boek
- Beste tekenaar
- Sportfiguur
- Spannendste sportgebeurtenis
- Belgische politicus/politica van het jaar
- Ergerlijkste politicus/politica van het jaar
- Zanger (nationaal)
- Zangeres (nationaal)
- Groep (nationaal)
- Single (nationaal)
- CD (nationaal)
- Zanger (internationaal)
- Zangeres (internationaal)
- Groep (internationaal)
- Single (internationaal)
- CD (internationaal)
- Beste popconcert
- Bekwaamste radiofiguur
- Beste radioprogramma
- Beste radiostation
- Ergerlijkste radiofiguur
- Bekwaamste tv-figuur (nationaal)
- Bekwaamste tv-figuur (internationaal)
- Beste tv-programma (Vlaamse zenders)
- Beste tv-programma (andere zenders)
- Ergerlijkste tv-figuur
- Slechtste tv-programma
- Beste tv-station
- Wie heeft u het hardst laten lachen?
- Wie zou u eens uit de kleren willen zien gaan?

En sinds 2006:
- Grappigste vrouw nationaal.

Naargelang de actualiteit van dat jaar staan er ook elk jaar een klein aantal categorieën of vragen die elk jaar anders zijn. Zo bedacht Humo in 1993 de vraag: "Wie moet er zich eens dringend scheren?". De winnaar werd Paul Jambers die dan ook ongeschoren zijn medaille mocht komen afhalen. In 1997 werd eenmalig gevraagd naar de "Beste Party-DJ": de winnaar werd Jan Van Biesen. In de jaren vóór het internet ingeburgerd raakte stonden alle categorieën en vragen steevast in het blad zelf afgeprint. Tegenwoordig worden de lezers automatisch naar Humo's website doorverwezen om alles in te vullen. Terwijl men in vroeger jaren volledig zelf moest bedenken wie men bij welke categorie wou invullen geeft de site nu automatisch per categorie een aantal keuzemogelijkheden. Dit zorgde er helaas natuurlijk ook voor dat de uitslagen minder verrassend zijn geworden. De laatste jaren is Humo's Pop Poll ook drastisch ingekort: jarenlange categorieën, vooral de pejoratieve ("Ergerlijkste Radiofiguur", "Ergerlijkste TV-figuur", "Slechtste Televisieprogramma",...) , zijn inmiddels afgevoerd. De enige pejoratieve categorie die vandaag de dag overblijft is "Lul van het Jaar". Tot in de tweede helft van de jaren negentig vroeg Humo haar lezers ook welke interviews en artikelreeksen in het blad zij het best vonden dat jaar. Ook de categorie "Beste Televisiezender" is sinds de oprichting van VIER afgevoerd.
Er is ook altijd een schiftingsvraag waarbij de lezers een bepaald aantal of hoeveelheid moeten schatten, meestal verband houdend met een bekende Vlaming die een bepaalde activiteit tegen een bepaalde tijd moet afleggen en waarbij ook de hoeveelheid zaken die hij afgehandeld heeft geschat moet worden. De winnaars krijgen steevast een geldprijs.

## Winnaars
| Jaar                              | 2008                                                          | 2009                                         | 2010                            | 2011                                   | 2012                                                      | 2013                              |
| --------------------------------- | ------------------------------------------------------------- | -------------------------------------------- | ------------------------------- | -------------------------------------- | --------------------------------------------------------- | --------------------------------- |
| Man van het jaar                  | Barack Obama                                                  | Barack Obama                                 | Bart De Wever                   | Elio Di Rupo                           | Barack Obama                                              | Edward Snowden                    |
| Vrouw van het jaar                | Tia Hellebaut                                                 | Kim Clijsters                                | Kim Clijsters                   | Angela Merkel                          | Astrid Bryan                                              | Maggie De Block                   |
| Lul van het jaar                  | Yves Leterme                                                  | Yves Leterme                                 | Roger Vangheluwe                | Bart De Wever                          | Bart De Wever                                             | Bart De Wever                     |
| Beste film                        | Loft                                                          | De helaasheid der dingen                     | Inception                       |                                        | The Broken Circle Breakdown                               | Django Unchained                  |
| Beste filmactrice internationaal  | Scarlett Johansson                                            | Audrey Tautou                                |                                 |                                        |                                                           | Jennifer Lawrence                 |
| Beste filmacteur internationaal   | Johnny Depp                                                   | Johnny Depp                                  |                                 |                                        |                                                           | Matthias Schoenaerts              |
| Beste actrice nationaal           | Maaike Cafmeyer                                               | Sien Eggers                                  | Barbara Sarafian                |                                        | Veerle Baetens                                            | Veerle Baetens                    |
| Beste acteur nationaal            | Matthias Schoenaerts                                          | Koen De Graeve                               | Tom Van Dyck                    |                                        | Matthias Schoenaerts                                      | Matteo Simoni                     |
| Beste boek                        | Godverdomse dagen op een godverdomse bol van Dimitri Verhulst | Mijn haar is lang van Herman Brusselmans     |                                 |                                        | Watervrees tijdens een verdrinking van Herman Brusselmans | De Laatkomer van Dimitri Verhulst |
| Beste tekenaar                    | Kamagurka                                                     | Jonas Geirnaert                              | Jonas Geirnaert                 |                                        | Jeroom                                                    |                                   |
| Sportfiguur van het jaar          | Tia Hellebaut                                                 | Usain Bolt                                   | Kim Clijsters                   | Philippe Gilbert                       | Hans Van Alphen                                           | Frederik Van Lierde               |
| Spannendste sportgebeurtenis      | Finale hoogspringen op de Olympische Spelen                   | Parijs-Roubaix                               |                                 |                                        |                                                           |                                   |
| Meest bekwame Belgisch politicus  | Yves Leterme                                                  | Herman Van Rompuy                            | Bart De Wever                   |                                        | Bart De Wever                                             | Maggie De Block                   |
| Ergerlijkste politicus            | Yves Leterme                                                  | Yves Leterme                                 |                                 |                                        |                                                           |                                   |
| Zangeres internationaal           | Amy Macdonald                                                 | Lily Allen                                   |                                 |                                        |                                                           | Adele                             |
| Zanger internationaal             | Chris Martin                                                  | Chris Martin                                 |                                 |                                        |                                                           | Bruce Springsteen                 |
| Groep internationaal              | Coldplay                                                      | Kings of Leon                                |                                 |                                        |                                                           | Daft Punk                         |
| Beste nummer internationaal       | Sex on Fire van Kings of Leon                                 | Papillon van Editors                         |                                 |                                        |                                                           | Get Lucky van Daft Punk           |
| Cd internationaal                 | Viva La Vida van Coldplay                                     | It's Not Me, It's You van Lily Allen         |                                 |                                        | 2 van Netsky                                              | AM van Arctic Monkeys             |
| Zangeres nationaal                | Geike Arnaert                                                 | Lady Linn                                    | Selah Sue                       |                                        | Selah Sue                                                 | Trixie Whitley                    |
| Zanger nationaal                  | Milow                                                         | Daan                                         | Daan                            |                                        | Ruben Block                                               | Stromae                           |
| Groep nationaal                   | dEUS                                                          | Absynthe Minded                              | Black Box Revelation            | Triggerfinger                          | Triggerfinger                                             | Stromae                           |
| Beste nummer nationaal            | The Architect van dEUS                                        | Envoi van Absynthe Minded                    | Alors on danse van Stromae      | Somebody That I Used to Know van Gotye | I Follow Rivers van Triggerfinger                         | Formidable van Stromae            |
| Cd nationaal                      | Vantage Point van dEUS                                        | Absynthe Minded van Absynthe Minded          |                                 |                                        |                                                           | Racine carrée van Stromae         |
| Beste popconcert                  | Rock Werchter                                                 | Rock Werchter                                | Pukkelpop                       |                                        | Rock Werchter                                             |                                   |
| Bekwaamste Vlaamse tv-figuur      | Erik Van Looy                                                 |                                              | Erik Van Looy                   | Steven Van Herreweghe                  |                                                           | Erik Van Looy                     |
| Bekwaamste buitenlandse tv-figuur | Paul de Leeuw                                                 |                                              | Matthijs van Nieuwkerk          |                                        |                                                           | Graham Norton                     |
| Bekwaamste radiofiguur            | Tomas De Soete                                                | Tomas De Soete                               | Tomas De Soete                  |                                        | Otto-Jan Ham                                              | Ruth Joos                         |
| Beste tv-programma Vlaamse zender | De Slimste Mens ter Wereld                                    |                                              | De Allerslimste Mens ter Wereld | Basta                                  | Quiz Me Quick                                             | De Ideale Wereld                  |
| Beste tv-programma andere zenders | Top Gear                                                      |                                              |                                 |                                        | Game of Thrones                                           | Game of Thrones                   |
| Beste radioprogramma              | Music For Life                                                | Music For Life                               | Music For Life                  | Music For Life                         | De Afrekening                                             |                                   |
| Beste radiozender                 | Studio Brussel                                                |                                              | Studio Brussel                  |                                        |                                                           |                                   |
| Jaar                              | 2022                                                          | 2024                                         |                                 |                                        |                                                           |                                   |
| Man van het jaar                  | Volodymyr Zelensky                                            | Volodymyr Zelensky                           |                                 |                                        |                                                           |                                   |
| Vrouw van het jaar                | Danira Boukhriss Terkessidis                                  | Lotte Kopecky                                |                                 |                                        |                                                           |                                   |
| Lul van het jaar                  | Vladimir Poetin                                               | Donald Trump                                 |                                 |                                        |                                                           |                                   |
| Beste film                        | Zillion                                                       | Inside Out 2                                 |                                 |                                        |                                                           |                                   |
| Beste acteur internationaal       | Timothée Chalamet                                             | Timothée Chalamet                            |                                 |                                        |                                                           |                                   |
| Beste actrice internationaal      | Julia Roberts                                                 | Zendaya                                      |                                 |                                        |                                                           |                                   |
| Beste acteur nationaal            | Matteo Simoni                                                 | Matteo Simoni                                |                                 |                                        |                                                           |                                   |
| Beste actrice nationaal           | Maaike Cafmeyer                                               | Pommelien Thijs                              |                                 |                                        |                                                           |                                   |
| Beste boek                        | Theet 77 van Herman Brusselmans                               | Ex-roker van Herman Brusselmans              |                                 |                                        |                                                           |                                   |
| Beste tekenaar                    | Jeroom                                                        | Jeroom                                       |                                 |                                        |                                                           |                                   |
| Sportfiguur van het jaar          | Remco Evenepoel                                               | Remco Evenepoel                              |                                 |                                        |                                                           |                                   |
| Politicus van het jaar            | Conner Rousseau                                               | Petra De Sutter                              |                                 |                                        |                                                           |                                   |
| Internationale act                | Coldplay                                                      | Taylor Swift                                 |                                 |                                        |                                                           |                                   |
| Beste zangeres nationaal          | Angèle                                                        | Pommelien Thijs                              |                                 |                                        |                                                           |                                   |
| Beste zanger nationaal            | Stromae                                                       | Brihang                                      |                                 |                                        |                                                           |                                   |
| Beste band nationaal              | Bazart                                                        | Bazart                                       |                                 |                                        |                                                           |                                   |
| Beste nummer                      |                                                               | Het beste moet nog komen van Pommelien Thijs |                                 |                                        |                                                           |                                   |
| Cd internationaal                 | Harry's House                                                 | Hit Me Hard and Soft van Billie Eilish       |                                 |                                        |                                                           |                                   |
| Cd nationaal                      | Opex van Arno                                                 | Taste van Oscar and the Wolf                 |                                 |                                        |                                                           |                                   |
| Bekwaamste tv-figuur              | Dieter Coppens                                                | James Cooke                                  |                                 |                                        |                                                           |                                   |
| Beste Tv-programma nationaal      | De Mol                                                        | De Mol                                       |                                 |                                        |                                                           |                                   |
| Beste app                         |                                                               | Instagram                                    |                                 |                                        |                                                           |                                   |
| Beste Serie                       | Nonkels                                                       | Nonkels                                      |                                 |                                        |                                                           |                                   |
| Beste Documentaire                |                                                               | Verscheurd Amerika                           |                                 |                                        |                                                           |                                   |
| Beste Podcast                     | De volksjury                                                  | De volksjury                                 |                                 |                                        |                                                           |                                   |
| Beste Radioprogramma              | De tijdloze                                                   | Maarten & Dorothee                           |                                 |                                        |                                                           |                                   |
| Beste internetvedette             | Average Rob                                                   | Average Rob                                  |                                 |                                        |                                                           |                                   |
| Bekwaamste radiofiguur            | Eva De Roo                                                    |                                              |                                 |                                        |                                                           |                                   |
| Favoriete onenightstand           | Charlotte Timmers                                             | Jennifer Heylen                              |                                 |                                        |                                                           |                                   |

### Winnaars van de eeuw
Ter gelegenheid van de 30ste verjaardag van Humo's Pop Poll telde men in 2001 alle stemmen op die de afgelopen jaren voor bepaalde personen in bepaalde categorieën gegeven waren. Men baseerde zich daarbij op het aantal maal dat bepaalde mensen in specifieke categorieën waren opgedoken en ging zo op zoek naar wie er tot "...van de eeuw" kon verkozen worden.
- Michail Gorbatsjov "Man van de eeuw",
- Margaret Thatcher "Vrouw van de eeuw"
- Ronald Reagan en Margaret Thatcher "Lul van de eeuw"
- Jack Nicholson "Filmacteur van de Eeuw"
- Meryl Streep "Filmactrice van de Eeuw"
- Louis Paul Boon "Schrijver van de Eeuw"
- Kamagurka "Tekenaar van de eeuw"
- Ingrid Berghmans "Vrouwelijke sportfiguur van de eeuw"
- Frédérik Deburghgraeve "Mannelijke sportfiguur van de eeuw" (ondertussen heeft Kim Clijsters in de algemene categorie "Sportfiguur" dit record verbroken)
- Arno "Belgische zanger van de eeuw"
- Jo Lemaire "Belgische zangeres van de eeuw"
- De Kreuners "Belgische groep van de eeuw" (ondertussen heeft dEUS hun record gebroken)
- Prince "Internationale zanger van de eeuw"
- Tina Turner "Internationale zangeres van de eeuw" (inmiddels heeft Madonna haar record gebroken)
- U2 "Internationale groep van de eeuw"
- Jan Hautekiet "Bekwaamste Radiofiguur van de eeuw"
- Mark Uytterhoeven "Bekwaamste tv-figuur van de eeuw"
- Van Kooten en De Bie "Bekwaamste tv-figuren in het buitenland van de eeuw."

## De show
De uitslagen stonden tot 2012 elk jaar in maart in het blad te lezen. De avond voorheen, maandag, had dan al de Pop Poll-show plaatsgevonden. Elke winnaar kreeg er een medaille aan een felrood lint omgedaan.
De shows werden oorspronkelijk in de AB opgevoerd, altijd onder presentatie van hoofdredacteur Guy Mortier, maar in 2003 vond de eerste "Pop Poll De Luxe" plaats in het Sportpaleis te Antwerpen. De show werd toen in deze grotere zaal opgevoerd om Mortiers afscheid als hoofdredacteur in een groots afscheidsfeest te eren. Er werden toen ook veel meer artiesten en bekende Vlamingen uitgenodigd om een bijdrage te leveren.
Alhoewel er in de jaren erop niets van hetzelfde belang te vieren viel, vonden de shows van 2003 tot en met 2011 uitsluitend in het Antwerpse Sportpaleis plaats. Mortier bleef lange tijd nog steeds de presentator, en na assistentie van opeenvolgend Roos Van Acker (2007) en Lien Van de Kelder (2008) werd hij sinds 2009 geassisteerd door Philippe Geubels. In 2012 werd de show opnieuw in de AB georganiseerd en had Geubels Mortier opgevolgd als presentator. Het zou de laatste Pop Poll-avond worden. Eind 2012 besloot het weekblad de resultaten voortaan enkel in het weekblad te publiceren, zonder evenement. De vragen werden toen eind november gesteld, de uitslag verscheen eind december in het blad.
Van 1999 tot 2012 werden de shows ook op televisie uitgezonden, meestal op Canvas. De montage van de shows was echter regelmatig onderwerp van kritiek, omdat de zender veel momenten niet uitzond of bepaalde zaken drastisch inkortte. Canvas zond de shows namelijk niet rechtstreeks uit, radiozender Studio Brussel deed dat wel.

## Status
De Pop Poll-uitslagen zijn elk jaar een groot evenement in Humo en worden door verscheidene mensen enthousiast gevolgd en bijgehouden in knipselmappen. Toch heeft de wedstrijd ook al kritiek gekregen. Doordat de vragen aan het eind van het jaar gesteld worden hebben gebeurtenissen, personen en bijvoorbeeld tv-programma's die dan in de actualiteit zijn meer kans ingevuld te worden als zaken die eerder dat jaar plaatsvonden en tegen dan al stilaan vergeten zijn. Humo verdedigde zich tegen deze opmerking door erop te wijzen dat de pop poll een eindejaarsverkiezing is en het dus geen steek houdt dezelfde wedstrijd in het voorjaar te houden.
Een andere veelgehoorde kritiek is dat het vaak dezelfde personen zijn die winnen en de winnaars niet noodzakelijk de personen zijn die hun prijzen het meest verdienen. Humo's huiscartoonist Kamagurka won bijvoorbeeld van 1978 tot 2009 elk jaar onafgebroken de prijs voor "Beste tekenaar.". Pas in 2010 versloeg Jonas Geirnaert hem in deze categorie en sindsdien komt hij ook steevast als winnaar uit de bus. Ook de rest van de Top 10 van deze categorie wordt grotendeels bezet door cartoonisten die in het blad zelf publiceren. Andere onafgebroken bekroonde winnaars zijn Studio Brussel ("Beste radiozender") en Werchter ("Beste popconcert") die al jarenlang in deze categorieën winnen. (In 2007, tijdens de Pop Poll-uitslagen van 2006, verloor Werchter voor het eerst sinds jaren in de categorie "Beste popconcert" en moest het de 0110-concerten als winnaar laten voorgaan). Ter verdediging zou gezegd kunnen worden dat het ook in de aard van een populariteitswedstrijd ligt dat degenen die het meest geliefd of verguisd worden hoger scoren in deze categorieën dan minder bekende of geliefde personen.
Ook de rubriek "Wie wilt u eens uit de kleren zien gaan?" heeft het nodige moeten aanhoren omdat het steevast vrouwen zijn die hierin het hoogst eindigen. In feite is de enige man die al elk jaar in het lijstje opduikt (zonder te winnen) Guy Mortier. In 2012 werd Matthias Schoenaerts de eerste mannelijke winnaar in deze categorie.

## Opvallende momenten
- Tijdens de Pop Poll-uitslagen van 1986 zongen de journalisten van het ernstige actualiteitenmagazine Panorama een spotlied, genaamd: "The Snobs Are Coming" tegen de Milletjassen-rage, naar aanleiding van de veelbekeken en besproken Panorama-reportage rond de Milletjassen. Ze droegen hierbij Millet-jassen en Chipie-jeans.
- Radiofiguur Jan Hautekiet is er in 1994 ooit in geslaagd tegelijkertijd tot "Bekwaamste" en "Ergerlijkste Radiofiguur" te worden verkozen. Yves Leterme was in 2009 zowel "Bekwaamste" als "Ergerlijkste Politicus", en "Lul van het jaar".
- In 1996 had Humo bij de vraag "Spannendste sportgebeurtenis" per ongeluk het woord "sport" niet mee afgedrukt. Hierdoor stonden er ook actuele gebeurtenissen uit dat jaar mee in de top tien, waaronder op nummer één: de zaak-Dutroux. Humo stak de hand in eigen boezem en besloot de categorie, noch de resultaten niet af te voeren dat jaar.
- The Clement Peerens Explosition gaf haar eerste optreden tijdens de Pop Pollavond in 1994.
- In 1997 voerden Kamagurka en Herr Seele een act op waarbij ze zich vermomd hadden als respectievelijk Marc Dutroux en Patrick Derochette. Het publiek werd toen in twee kampen verdeeld: zij die vonden dat zoiets niet kon en zij die er wel de humor van inzagen. Er waren er zelfs die dachten dat de echte Dutroux en Derochette hun medaille voor "Lul van het Jaar" kwamen ophalen.
- Andere vermommingsacts tijdens de shows waren Chris Van den Durpel als Pol Schampers naast Paul Jambers (1996), Herr Seele als Frédérik Deburghgraeve, die toen zelf ook zijn medaille voor "Beste sportfiguur" kwam afhalen (1996), Tom Lanoye als Paul Marchal (1997), Kamagurka als George Bush en Herr Seele als Osama bin Laden (2003) en Frank Focketyn als Gustaaf Joos (2004) en Adolf Hitler (2005). In 2009 vertolkte Herwig Ilegems zijn rol als Herman uit Van vlees en bloed die zich verkleed had als The Stig.
- De voorlaatste aflevering van het eerste seizoen van de tv-serie Het Geslacht De Pauw werd deels tijdens de Pop Poll Show van 2004 opgenomen.
- Guy Mortier kondigde tijdens Humo's Pop Poll avond in 2005 als slotact De Laatste Showband en Scala aan die samen het Rolling Stonesnummer "You Can't Always Get What You Want" zouden zingen. Het probleem was echter dat dit idee allang was afgevoerd en beide groepen in de bar zaten. Mortier was hier niet van op de hoogte gesteld en de muzikanten moesten zich dus in zeven haasten naar het podium reppen.